# 高木三千成
高木 三千成（たかぎ みちなり、1993年4月16日 - ）は、埼玉県出身の日本の自転車競技選手。
現在は稲城FIETSクラスアクトに所属し、ロードレースおよびシクロクロス、トレイルランニングなど幅広い分野で活動している。

## 経歴
- 2009年 - 2011年：埼玉県立浦和北高等学校 自転車競技部
- 2012年 - 2015年：立教大学 自転車競技部
- 2016年：那須ブラーゼン
- 2017年 - 2018年：東京ヴェントス
- 2019年 - 2023年：さいたまディレーブ
- 2024年- : 稲城FIETSクラスアクト Cyclocross team、SHIDO Triathlon team など